# Succesiune (drept)
În drept, succesiunea este ansamblul de norme juridice care au în vedere transmiterea patrimoniului unei persoane după decesul său. Dreptul succesiunii este reglementat de dreptul civil. Succesiunea implică multe aspecte legale, inclusiv evaluarea și inventarierea bunurilor, cât și împărțirea acestora între moștenitori.